# Netlog
Netlog (voorheen Facebox en Redbox) was een Belgische sociaalnetwerksite, waarop vooral Europese jongeren actief waren. De site was wereldwijd beschikbaar in 40 talen en telde in augustus 2013 meer dan 106 miljoen accounts. Netlog was gevestigd in Gent (België) en telde 40 werknemers. Sinds 2011 viel Netlog onder Massive Media NV. Eind 2012 werd Massive Media NV voor een bedrag van 18,9 miljoen euro aan onlinedatingbedrijf Meetic verkocht. In december 2014 ging Netlog op in Twoo.

## Ontstaan
In 1999 richtte Toon Coppens de website ASL.TO op, een van de eerste sociale internetcommunity's van Europese bodem. De site groeide snel, waardoor deze overbelast dreigde te raken. Door het ingrijpen van Lorenz Bogaert verhoogde de snelheid en zo werd de site gered. Een tijdje later werd ASL.TO omgedoopt tot Redbox, een site die gericht was op Belgische jongeren. Pas eind 2005 werd de site ook in andere Europese landen geopend.
Coppens en Bogaert begonnen ook te werken aan een tweede website, Facebox. Midden februari 2007 werden de twee websites samengevoegd en ging men verder als Netlog.com. Deze nieuwe website werd gesteund met een donatie van 5 miljoen euro door het Zwitserse Index Ventures, dat voorheen risicokapitaal leverde voor Skype-internettelefonie, Fon-wifi en Joost (internettelevisie).

## Eigenschappen
Op Netlog konden leden een webpagina aanmaken met eigen achtergrond en foto's, een sociaal netwerk uitbouwen, video's en foto's delen en blogs posten. 

### Lokalisatie
Netlog heeft een lokalisatietechnologie om inhoud te 'geotargeten' en te personaliseren naar het profiel van ieder lid. Dit geeft een lid de mogelijkheid tot gelokaliseerde zoekopdrachten en overzichten van de community, met enkel de profielen van dezelfde regio en leeftijd.
In tegenstelling tot Myspace en Facebook, de grootste Amerikaanse sociale netwerksites met twee derde van de gebruikers in de thuismarkt, maakt Netlog geen gebruik van een commerciële ploeg en draait met 40 mensen de 19 verschillende versies. Mede door inzet van buitenlandse studenten van de nabijgelegen Universiteit Gent wordt Netlog snel aangepast aan een nieuwe taal. Dit is volgens The Wall Street Journal een belangrijke troef voor een startend internetbedrijf op de Europese markt. Bij het schrijven van de onderliggende code wordt elk woord getagd. Alle getagde woorden - zoals de veldnamen in een profiel als "leeftijd" of "woonplaats" - worden omgezet in de gekozen taal. Als een nieuwe taal wordt toegevoegd, worden freelancers ingehuurd, meestal buitenlandse studenten, die enkel de getagde woorden dienen te vertalen, niet de onderliggende code.
De Turkse versie werd opgericht door Twee Turkse uitwisselingsstudenten. Zij vertaalden de site en na 4 maanden waren er 2,5 miljoen Turkse gebruikers.

## Ontwikkeling

### 2006
In september 2006 waren 63 miljoen accounts geregistreerd, waarvan de volgende opsplitsing per taal gepubliceerd werd:
- 10,1 Spaans
- 9,8 Turks
- 9,4 Engels
- 7,1 Frans
- 7,0 Nederlands
- 4,1 Portugees
- 4,0 Italiaans
- 3,6 Duits
- 0,6 Roemeens
- 7,3 andere talen[3]

### 2008
Bij de eerste Open Web Awards in januari 2008 in San Francisco werd Netlog met een prijs in de categorie Mainstream and Large Social Networks bekroond. Meer dan een kwart miljoen lezers van ongeveer dertig gerenommeerde blogsites hebben Netlog genomineerd en tot winnaar uitgeroepen. In België was Netlog in 2008 volgens CIM Metriweb de meest bekeken site met 13,5 miljoen pageviews per dag en meer dan 2,2 miljoen gebruikers.
Netlog was volgens ComScore pageview-marktleider in Italië, Oostenrijk, Zwitserland, Roemenië en Turkije en tweede in Nederland, Duitsland, Frankrijk en Portugal. Ook pan-Europees was ze marktleider.

### 2011
In 2011 werd Netlog voorbijgestreefd door Facebook, dat toen meer dan 100 miljoen gebruikers in Europa had, terwijl bij Netlog het aantal accounts met een miljoen gedaald was. Netlog verloor steeds meer terrein aan Facebook doordat ook jongeren, de belangrijkste doelgroep van de site, steeds meer naar deze van oorsprong Amerikaanse profielensite verhuisden. Netlog stond dit jaar op de 299ste plaats in de ranglijst van populairste websites volgens Alexa Internet, waar dat in 2009 nog de 69e plaats was.

## Twoo
In 2012 richtte Massive Media, het bedrijf achter Netlog, Twoo.com op. Uiteindelijk besloot het om Netlog niet meer bij te werken, alle aandacht van het team ging voortaan uit naar de website Twoo.
Eind 2014 werden alle Netlog-accounts overgeheveld naar Twoo. Twoo.com was beschikbaar in 38 talen en had meer dan 11 miljoen unieke bezoekers per maand.
Bij registratie dienden een aantal vragen beantwoord te worden over bepaalde voorkeuren van profielen of kon de gebruiker deelnemen aan vraag-en-antwoordspelletjes, tenzij men al een Netlog-account had, in dat geval werd het Twoo-account automatisch geactiveerd en kon men benaderd worden door andere Twoogebruikers. Samen met de locatie werden profielen met elkaar in contact gebracht. De basisversie van Twoo was gratis, maar wie gebruik wilde maken van uitgebreidere functies was aangewezen op een betalende account.
Twoo was ook beschikbaar op applicaties van Facebook, iOS, Windows 8 en Android.
Op 30 juni 2022 werd ook Twoo stopgezet.